# Benedetto Cairoli
Benedetto Cairoli, (28. siječnja 1825. — 8. kolovoza 1889., bio je talijanski državnik i političar. Poslanik od 1860., Cairoli je od 1848. sudjelovao u borbi za ujedinjenje Italije pod Giuseppeom Garibaldijem, zajedno s četvoricom braće, koji su svi poginuli za jedinstvo talijanske države. Obitelj Cairoli postala je jedna od državnih "obitelji heroja", odlikovana brojnim odlikovanjima. Poslanik od 1860., Cairoli se pridružuje militantnoj lijevici, postaje predsjednik zastupničkog doma 1878., a iste godine i premijer, kao i ministar vanjskih poslova i ministar trgovine nakon Agostina Depretisa. Poslije kraćeg izbivanja iz politike od prosinca 1878. do srpnja 1879., Cairoli se vraća kao premijer i ministar vanjskih poslova ali ga na toj funkciji premijera ubrzo ponovo nasljeđuje Depretis. 
Tijekom pregovora s Austrijom i Njemačkom o raznim iredentističkim pokretima, Cairoli nije dovoljno branio talijanske interese u Tunisu, koji dolazi u posjed Francuske. Cairoli je bio prisiljen dati ostvku, no osnovao je jaku opoziciju, posebno aktivnu tijekom Depertisovog mandata 1883.—1887.